# 羽吹梨里
羽吹梨里（4月23日—），日本女性配音員。出身於神奈川縣。身高169cm。

## 人物簡介
原屬RME、KeKKe Corporation。興趣有戲劇觀賞、飾品製作、粉筆畫藝術創作。特長是跳爵士舞。

## 演出作品
※粗體字表示說明飾演的主要角色。

### 電視動畫
1992年
- 人小鬼大

2006年
- 天保異聞 妖奇士（女性4）
- NANA（女學生）

2007年
- 大江戶火箭（女性）
- 天保異聞 妖奇士（禿1、女性）
- 新勇者萊汀（日语：REIDEEN）（津村）

2015年
- 傳頌之物 虛偽的假面（旅籠屋的老闆娘）

2017年
- Dies irae（麗莎·布倫納[2]、綾瀨香純的母親）

### OVA
2004年
- 冤罪（瓦爾伊達）[注 1]

### 遊戲
1998年
- R（齊藤南）
- 夢想世代（橘留美子）

2001年
- 秘密 ～有唯在的夏天～（日语：秘密 〜唯がいた夏〜）（真島櫻子）

2002年
- 冤罪 eine falsche Beschuldi-gung（日语：冤罪 eine falsche Beschuldi-gung）（瓦爾伊達）[注 2]

2004年
- 帝國千戰記（日语：帝国千戦記）（冰霧、翡翠）[注 3]

2006年
- 彼間（白石正子）

2007年
- 神曲奏界 Memories White（／）

2012年
- 天津御空！雲之盡頭（觀崎武緒）
- Dies irae ～Amantes amentes～（麗莎·布倫納[3]）
- 白色相簿2 幸福的彼端（和泉千晶[4]）

2013年
- 神咒神威神樂 曙之光（日语：神咒神威神楽）（紅葉[5]）

2015年
- 傳頌之物 虛偽的假面（旅籠屋的老闆娘）

2016年
- Dies irae ～Interview with Kaziklu Bey～（麗莎·布倫納[6]）
- 傳頌之物 二人的白皇（旅籠屋的老闆娘）

### 廣播劇CD
2007年
- 翡翠之雫 緋色的碎片2 廣播劇CD 迷惑的洞窟（高千穗珠洲）

2008年
- 翡翠之雫 緋色的碎片2 廣播劇CD Vol.2 幻魔圈套（高千穗珠洲）

2009年
- 真·翡翠之雫 緋色的碎片2 廣播劇CD 流動黃泉（高千穗珠洲）

### 外語配音
※作品依英文名稱及英文原名排序。

#### 電影
- 日落大道（Sunset Boulevard）（Betty Schaefer〈Nancy Olson 飾演〉）
- 弗朗西斯科（日语：Francesco (film)）（Francesco）

### 舞台
- 如你所願
- 怪傑！鈴鳴學園偵探社！
- 車諾比的孩子們
- 天神大人的細道
- 真夏夜之夢

### 其它
- 為了忙錄人們的紅魔鄉系列（八坂神奈子）

## 音樂作品
| 發行日期 | 標題                             | 名義                 | 樂曲                | 商業主打                             |
| 2005年   | 2005年                           | 2005年               | 2005年              | 2005年                               |
| -------- | -------------------------------- | -------------------- | ------------------- | ------------------------------------ |
| 1月28日  | Ankh ANTHOLOGY ～名歌選～        | 羽吹梨里             | 「迷宮」            | PC遊戲《百舌鳥之贄》片頭主題曲       |
| 2015年   |                                  |                      |                     |                                      |
| 3月25日  | AQUAPLUS VOCAL COLLECTION VOL.10 | 和泉千晶（羽吹梨里） | 「 song by Chiaki」 | 遊戲《白色相簿2 幸福的彼端》相關歌曲 |

## 腳註

### 來源
1. 1 2 3 4  . Kekke Corporation. 2010-08-14  [2016-06-22]. （原始内容存档于2010-08-14） （日语）.
2. ↑  .   [2017-03-24]. （原始内容存档于2017-03-24） （日语）.
3. ↑  . Dies irae 〜Amantes amentes〜.   [2016-06-22]. （原始内容存档于2015-07-21） （日语）.
4. ↑  . Fami通.com.   [2016-06-22]. （原始内容存档于2017-02-13） （日语）.
5. ↑  . 電撃Online.   [2016-06-22]. （原始内容存档于2013-06-04） （日语）.
6. ↑  . Dies irae 〜Interview with Kaziklu Bey〜.   [2016-06-22]. （原始内容存档于2016-06-27） （日语）.

## 外部連結
- Kekke Corporation所屬期間的聲優簡介 （日語）（2010年8月14日的檔案館）